# Simpang Beliti
Simpang Beliti is een bestuurslaag in het regentschap Rejang Lebong van de provincie Bengkulu, Indonesië. Simpang Beliti telt 2008 inwoners (volkstelling 2010).